# D'aventures en aventures (chanson)
Clip vidéo
[vidéo] « D'aventures en aventures (RTS, 1969) », sur YouTube
D'aventures en aventures est une chanson de Serge Lama, sortie en 1968 en single et sur l'album D'aventures en aventures.

## Genèse
Serga Lama a dédié cette chanson à Liliane Benelli, sa fiancée tuée en 1965, à l’âge de 30 ans, dans un accident de voiture survenu à Aix-en-Provence, auquel le chanteur gravement blessé a survécu,,,,.

## Popularité
La chanson connut un succès triomphal.

## Liste des titres
| 1. | D'aventures en aventures | 3:31 |
| 2. | Le temps de la rengaine  | 3:05 |

## Classements
| Classement (1968)                       | Meilleure position |
| --------------------------------------- | ------------------ |
| Belgique (Wallonie Ultratop 50 Singles) | 43                 |